# Jove Orquestra Simfònica de l'Anoia
La Jove Orquestra Simfònica de l'Anoia és una entitat cultural, de la comarca de l'Anoia, sense afany de lucre. Formada l'any 1990 gràcies a la iniciativa de l'Orquestra de Cambra d'Igualada, va començar sent dirigida per Xavier Cassanyes, compositor de sardanes. Les principals aportacions a la cultura de la comarca són (a part dels concerts) la gravació de l'Himne del Patge Faruk, personatge de la Festa dels Reis d'Igualada, i la interpretació, l'any 2004, de l'oratori "Mil Anys" amb música de Mn. Valentí Miserachs i llibret d'Antoni Dalmau, amb motiu del Mil·lenari de la Basílica de Sta. Maria.
L'orquestra compta amb una secció aleví i la JOSA Jazz amb la participació de nens i nenes de diverses edats i és una entitat en la que han participat músics de renom d'origen igualadí i anoienc